# هم‌پایانی
هم‌پایانی (انگلیسی: Equifinality) اصطلاحی است که در نظریه سامانه‌ها برای توضیح یکی از ویژگی‌های سیستم‌های باز استفاده می‌شود و به معنای این است که رسیدن به وضعیت نهایی از طریق راه‌های مختلف بالقوه‌ای ممکن است.
این اصطلاح اولین بار توسط هانس دریش، در زمینهٔ زیست‌شناسی استفاده شد و بعد از آن توسط لودویگ ون برتلنفی، مبدع نظریه سامانه‌ها به کار گرفته شد.